# 菲耶索莱
菲耶索莱是意大利托斯卡纳大区佛罗伦萨广域市的一个市镇。面积42km2，人口14113人。

## 景点
- 菲耶索莱圣罗穆鲁斯主教座堂
- 菲耶索莱主教宫
- 圣米歇尔贝尔蒙德别墅 (Belmond Villa San Michele)...
- 菲耶索莱美第奇别墅

## 鏈結
- Official site （页面存档备份，存于）